# Șeica Mare
Șeica Mare – wieś w Rumunii, w okręgu Sybin, w gminie Șeica Mare. W 2011 roku liczyła 3189 mieszkańców.